# SNCF BB 26000
Die Baureihe BB 26000, auch Sybic genannt, ist eine elektrische Mehrzwecklokomotive der Französischen Staatsbahnen (SNCF). Sie wurde zwischen 1988 und 1998 von Alstom – zur damaligen Zeit noch als Alsthom firmierend – in Belfort gebaut.

## Geschichte
Seit den 1970er-Jahren hatte die SNCF Elektrolokomotiven mit durch Thyristoren geregelter  Phasenanschnittsteuerung beschafft. Dieses waren die Baureihen BB 7200 als reine Gleichstromlok, die BB 15000 als reine Wechselstromlok und die BB 22200 als Zweisystemlok, die sowohl unter 1500 V Gleichstrom, wie auch unter 25 kV 50 Hz Wechselstrom verkehren kann. Zwecks einfacherem Unterhalt und flexiblerem Einsatz wurde jedoch noch während der Planung bzw. Fertigung dieser beiden Baureihen entschieden, künftige Elloks nur noch in Zweisystemausführung zu beschaffen. Dementsprechend wurde die ab 1976 gefertigte BB 22200 bereits als Zweisystemlok ausgeführt.
In der ersten Hälfte der 1980er Jahre entschied sich die SNCF, die Elloktypen nach der Baureihe 22200 mit umrichtergesteuerten Drehstrommotoren auszurüsten, die gleiche Technik kam auch bei den TGV-Atlantique-Triebzügen zum Einsatz. Im Gegensatz zur westdeutschen und zur schweizerischen Industrie, die etwa zeitgleich die Baureihe 120 und die BT/SZU Re 4/4 entwickelte, setzte man in Frankreich jedoch zunächst auf Synchron- statt auf Asynchronmotoren. Diese Technik erlaubt den Einsatz von einfachen Thyristorstromrichtern ohne Zwangslöschung, benötigt aber Motoren mit Schleifringläufern.
Die erste Lokomotive dieser neuen Baureihe, die als BB 26000 bezeichnet wurde, konnte am 1. April 1988 vorgestellt werden. Bis 1998 wurden 234 Einheiten hergestellt. Ab der Betriebsnummer 26188 wurden die Maschinen serienmäßig mit einem Dreilicht-Spitzensignal ausgestattet.
Die BB 26000 ist unter dem Kunstnamen Sybic bekannt, der sich aus Synchrone für die Synchronmotoren und Bicourant für die Zweisystemfähigkeit zusammensetzt.

## Konstruktion
Die BB 26000 besitzt durch ihr kantiges Design ein sehr eigenständiges Erscheinungsbild. Konstruktiv besonders bemerkenswert sind die schon früher bei französischen Elektrolokbaureihen verwendeten Monomoteur-Drehgestelle, bei denen jeweils nur ein großer Fahrmotor über ein nachgeschaltetes Getriebe beide Achsen des Drehgestells antreibt. Die Kraftübertragung vom Verteilergetriebe auf die Radsätze erfolgt über Hohlwellen-Gummiringfeder-Antriebe. Die Zugkraftübertragung zwischen Lokkasten und Drehgestellen erfolgt über tief liegende Zug- und Druckstangen. Die Primärfederung erfolgt über Schraubenfedern und die Sekundärfederung mit Gummi-Stahl-Schichtfedern.

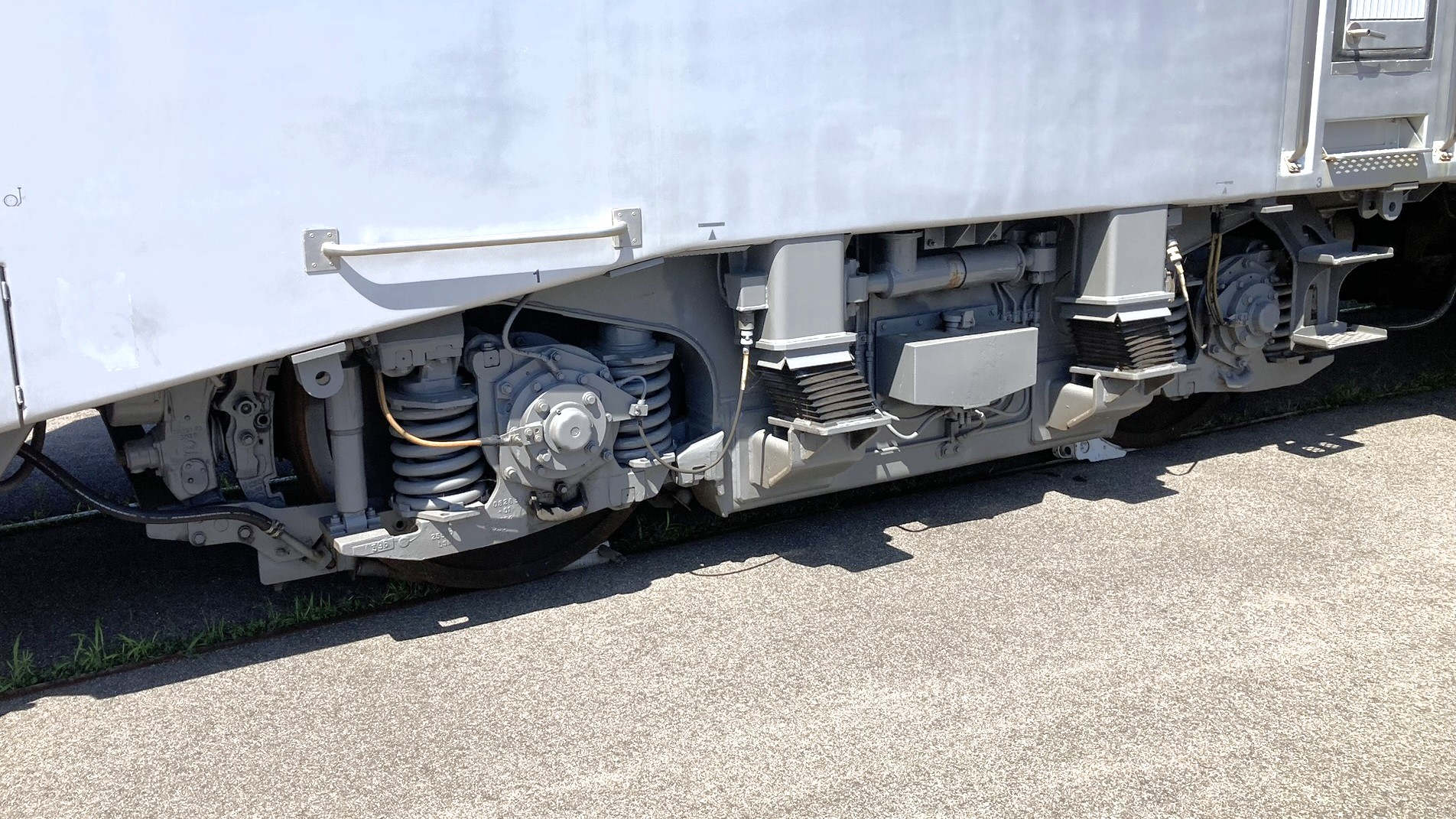
Ausgelenktes Drehgestell

Im elektrischen Teil kommen auf GTO-Thyristoren basierende, flüssigkeitsgekühlte Traktionsstromrichter zur Anwendung. Diese arbeiten mit einer Zwischenkreisspannung von 1,5 kV Gleichstrom und können somit während des Betriebs im französischen Gleichstromnetz direkt aus der Oberleitung gespeist werden. Im Wechselstromnetz ist ihnen der Haupttransformator vorgeschaltet, im Gleichstrombetrieb eine Drossel.
Auf dem Dach sind zwei unterschiedliche Stromabnehmer angebracht, jeweils einer für Gleichstrom (mit vier Schleifleisten) und Wechselstrom (mit zwei Schleifleisten).
Für die Bedienung stehen dem Lokführer eine einfache manuelle Zug- und Bremskraftsteuerung, das so genannte „dispositif de vitesse imposée“ (eine Geschwindigkeitssteuerung ähnlich der deutschen AFB, aber ohne Koppelung mit der pneumatischen Bremse) und als Hilfe für den Betrieb im 1,5-kV-Netz eine Leistungsbegrenzung zur Limitierung der Stromaufnahme zur Verfügung. Bedienelemente für direkte und indirekte Bremse sind ebenfalls vorhanden. Die BB 26000 besitzt Bordgeräte für die Zugsicherungssysteme RS bzw. „Crocodile“ und KVB.

## Einsatz

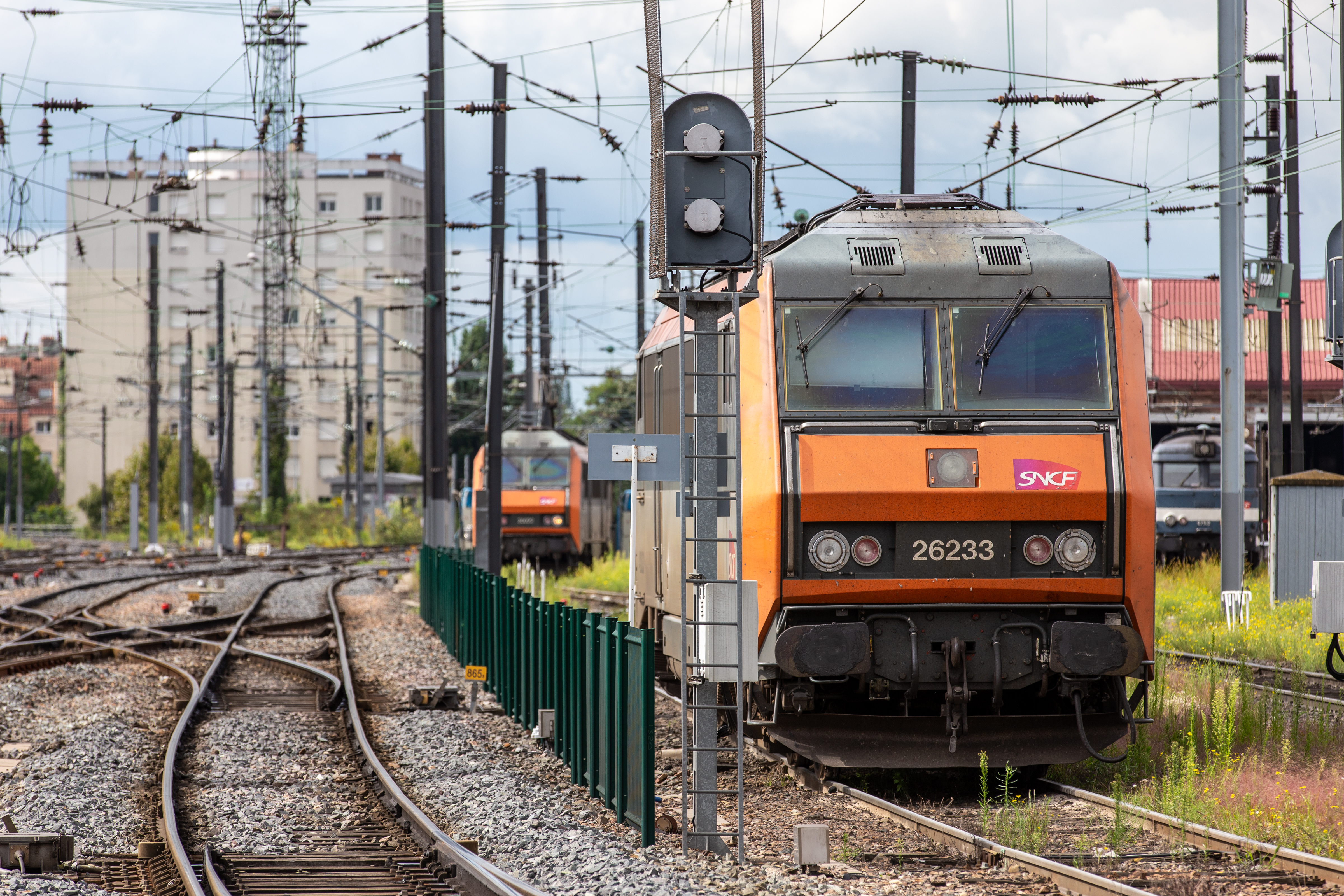
Die "Vorletzte", BB 26233 in Straßburg

Es war ursprünglich vorgesehen, 264 Loks dieser Baureihe zu beschaffen, von denen die letzten 30 zusätzlich die notwendigen technischen Einrichtungen für den Betrieb in Italien hätten bekommen sollen. Von diesem Vorhaben wurde jedoch Abstand genommen und die Beschaffung von für Italien tauglichen Loks, die schwerpunktmäßig Güterzüge bespannen sollten, bis zur Nachfolgebaureihe BB 36000 aufgeschoben. Somit wurden letztlich 234 BB 26000 gebaut. Mit der Untergliederung der SNCF in verschiedene Geschäftsbereiche wurde auch der Betriebsbestand dieser Baureihe aufgeteilt. Den größten Einzelanteil von 139 Loks erhielt dabei die Güterverkehrssparte Fret SNCF. 61 gingen an die Fernverkehrssparte VFE, 20 an den für überregionalen Verkehr zuständigen Bereich CIC und 14 an die Regionalverkehrssparte TER, wo sie beispielsweise im Elsass die Regionalexpresszüge TER 200 des TER Alsace beförderten.
Seit dem Jahr 2014 werden BB 26000 zunehmend ausgemustert und zum Teil auch bereits verschrottet, vor allem bei der Güterverkehrssparte SNCF Fret. Im Januar 2021 sind noch 166 der 234 gebauten Lokomotiven im Einsatz.

## Farbgebung
Bei der Auslieferung trugen die Lokomotiven eine grau-orange Farbgebung, die in Frankreich als Livrée Béton bezeichnet wird, später folgten verschiedene andere Farbgebungen. Nach der Aufteilung der Geschäftsbereiche innerhalb der SNCF erhielten die Lokomotiven für den Güterverkehr die grüne Farbgebung der SNCF-Fret, für den Personenverkehr wurde ab 2002 die Farbgebung En Voyage eingeführt, die sich durch einen blau-violetten Streifen mit dem Schriftzug en voyage im unteren Bereich des ansonsten grauen Lokkastens auszeichnet. Es gab auch eine komplett graue Lackierung, die später durch das Aufbringen von Folien mit einer schwarzen Front mit rotem Rand versehen wurde. Diese Farbgebung wurde Carmillon genannt, ein Begriff, der sich aus den Wörtern rouge carmin ‚Karminrot‘ und rouge vermillon ‚Zinnoberrot‘ zusammensetzt und die Farbe des roten Randes beschreibt.

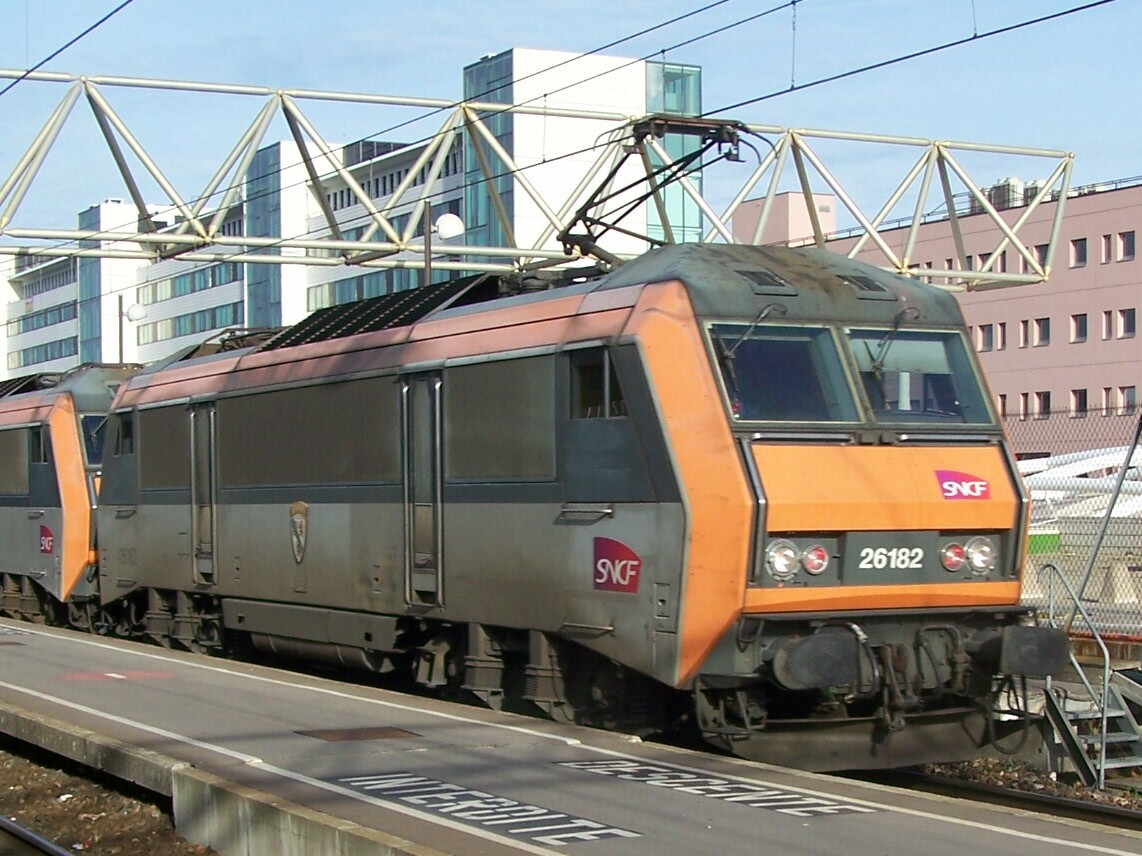
Ursprüngliches Livrée Béton
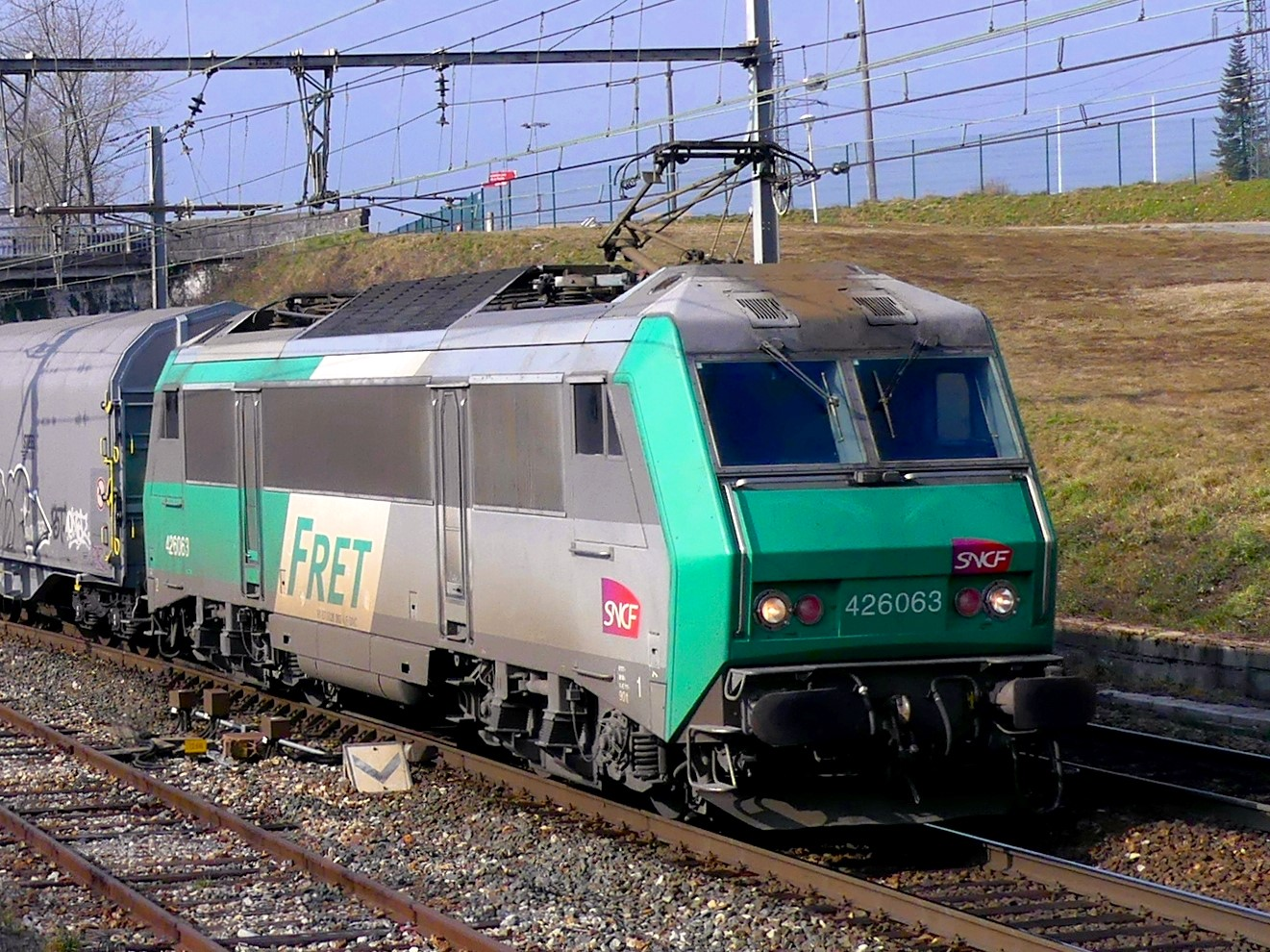
Farbgebung SNCF Fret
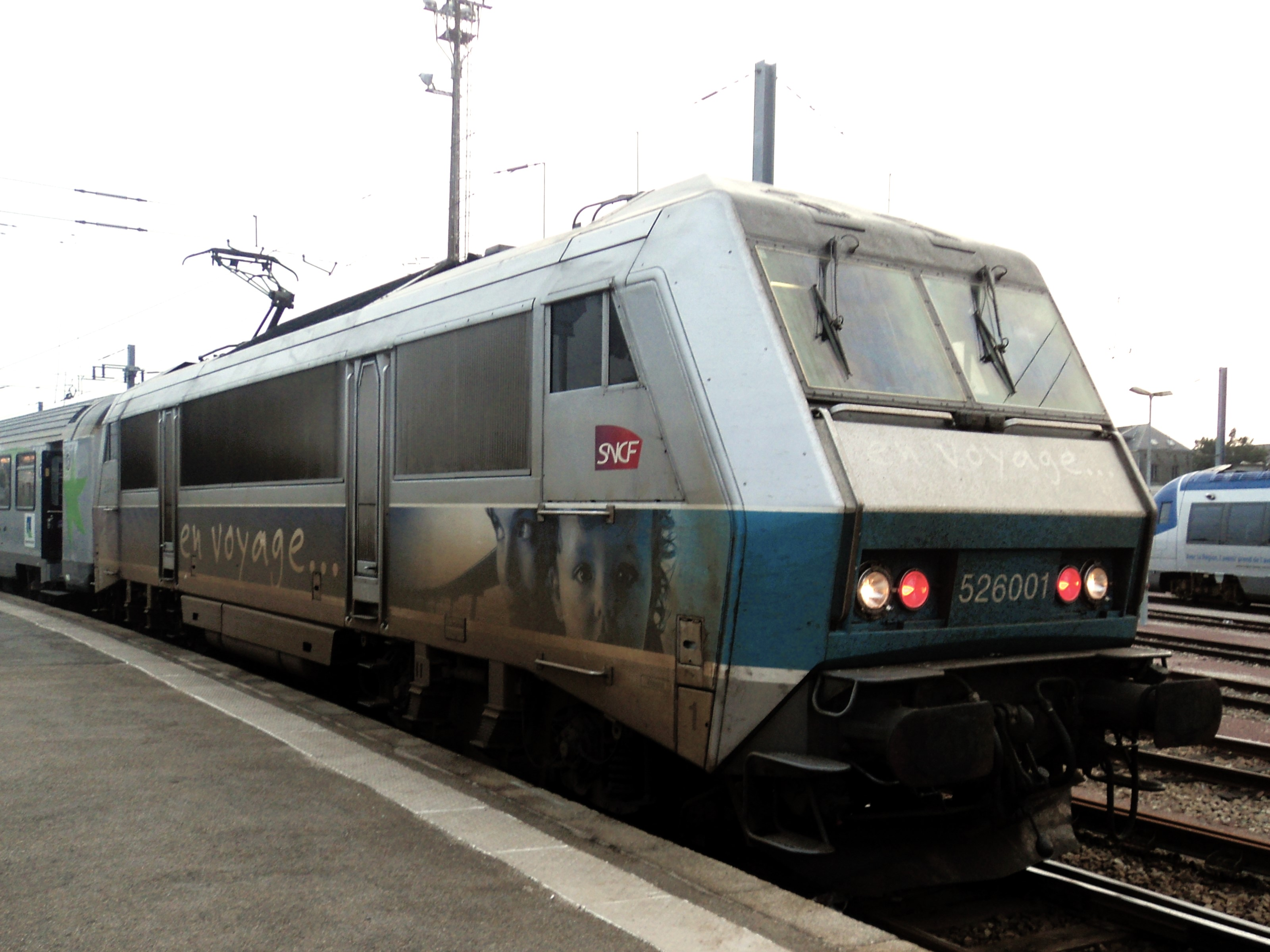
Farbgebung En Voyage
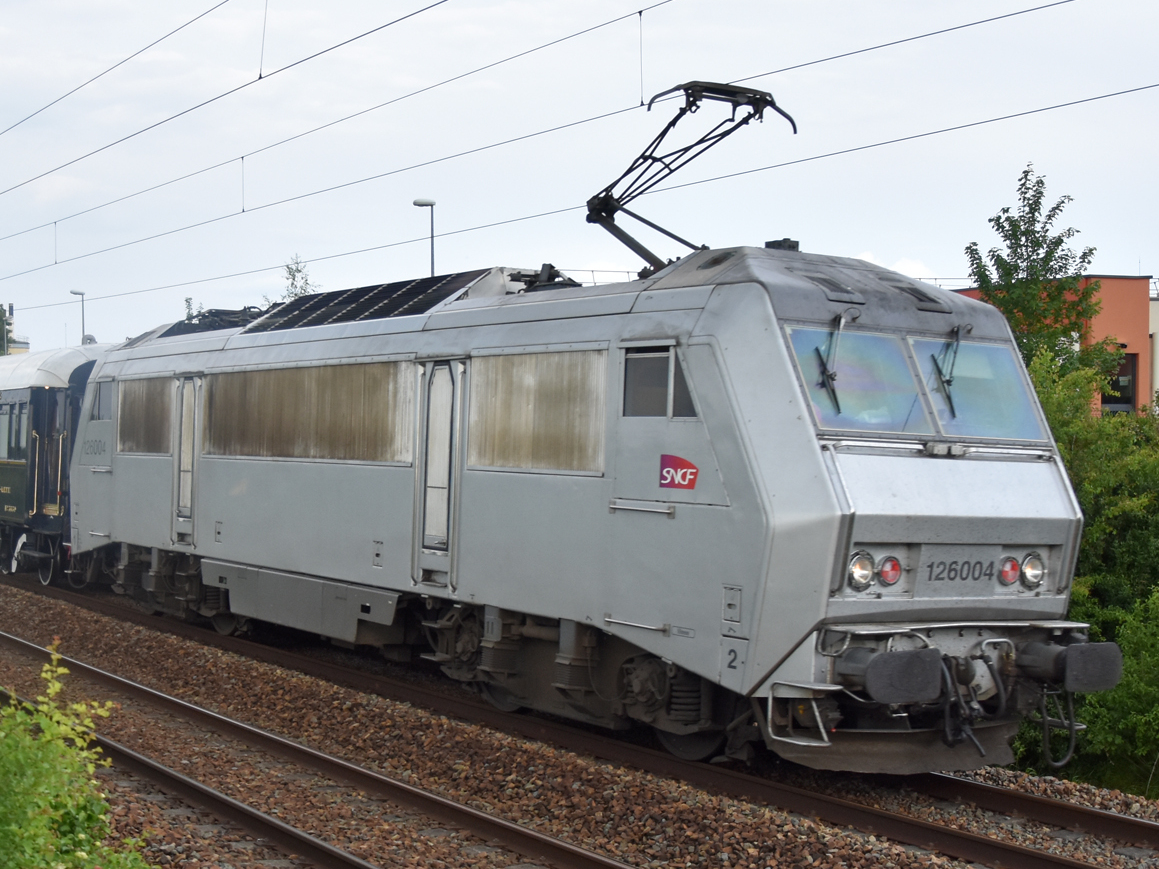
Farbgebung Grise
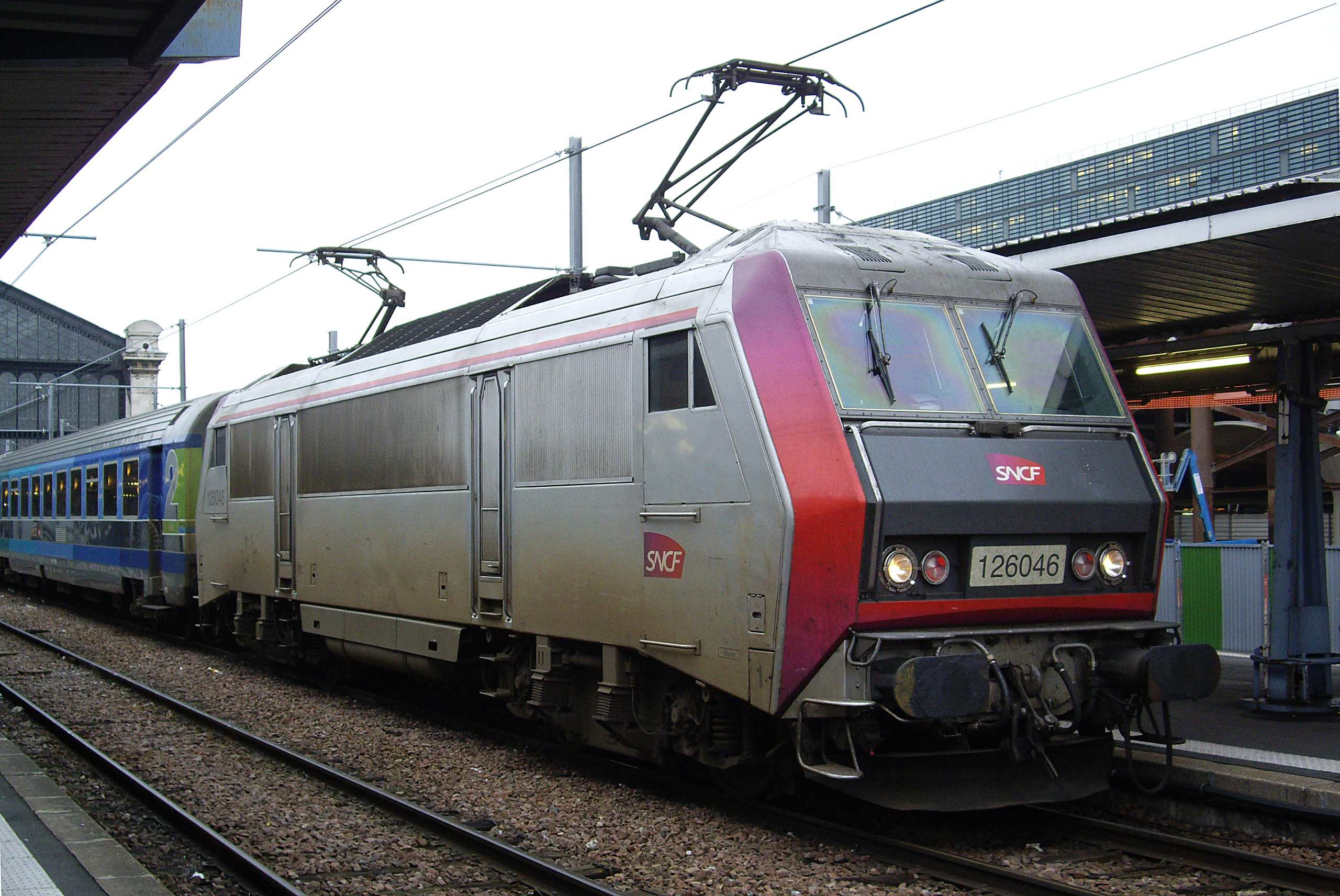
Farbgebung Carmillon